# Javier Gómez (Radsportler)
Javier „Gallego“ Gómez (* 1968 oder 1969 in San Martín del Monte oder San Miguel del Monte) ist ein ehemaliger argentinischer Radrennfahrer.
Gómez, Sohn eines Spaniers, erlernte als Dreijähriger das Radfahren und begann im Alter von elf Jahren mit dem Radsport. Der „Gallego“ genannte, für den Club Ciclista Alas Rojas de Santa Lucía fahrende Gómez konnte bei diversen südamerikanischen Radsportveranstaltungen Erfolge verzeichnen. So war er 2001 Gesamtsieger bei der Rutas de América.
Auch konnte er in den Jahren 2000, 2001 und 2003 jeweils die Gesamtwertung bei der Vuelta Ciclista del Uruguay für sich entscheiden. Schließlich gelang ihm auch der Sieg bei den nationalen Meisterschaften 2003, bei denen er argentinischer Straßen-Radsportmeister wurde. Im April 2003 verkündete Gómez seinen Rücktritt vom Radsport. Zu jener Zeit lebte er in Santa Lucía. 2015 gewann er die Vuelta a Boyacá.

## Erfolge
1999
- Argentinischer Meister – Straßenrennen
- B-Weltmeister – Einzelzeitfahren

2000
- Gesamtwertung und eine Etappe Vuelta Ciclista del Uruguay

2001
- Gesamtwertung und eine Etappe Rutas de América
- Gesamtwertung Vuelta Ciclista del Uruguay

2003
- Argentinischer Meister – Straßenrennen
- Gesamtwertung Vuelta Ciclista del Uruguay